# Prades (Ariège)
Pour les articles homonymes, voir Prades.
Prades est une commune française située dans le département de l'Ariège, en région Occitanie. Sur le plan historique et culturel, la commune fait partie du pays du Sabarthès, structuré par la haute vallée de l'Ariège en amont du pays de Foix avec Tarascon-sur-Ariège comme ville principale.
Exposée à un climat océanique altéré, elle est drainée par l'Hers-Vif et par divers autres petits cours d'eau. La commune possède un patrimoine naturel remarquable : un site Natura 2000 (les « gorges de la Frau et Bélesta ») et quatre zones naturelles d'intérêt écologique, faunistique et floristique.
Prades est une commune rurale qui compte 46 habitants en 2022, après avoir connu un pic de population de 871 habitants en 1806. Ses habitants sont appelés les Pradéens ou Pradéennes.

## Géographie

### Localisation
La commune de Prades se trouve dans le département de l'Ariège, en région Occitanie.
Elle se situe à 30 km à vol d'oiseau de Foix, préfecture du département, et à 8 km d'Ax-les-Thermes, bureau centralisateur du canton de Haute-Ariège dont dépend la commune depuis 2015 pour les élections départementales.
La commune fait en outre partie du bassin de vie d'Ax-les-Thermes.
Les communes les plus proches sont : 
Montaillou (1,6 km), Comus (3,0 km), Camurac (3,3 km), Caussou (6,3 km), Sorgeat (6,8 km), Ignaux (6,9 km), Belcaire (7,2 km), La Fajolle (7,3 km).
Sur le plan historique et culturel, Prades fait partie du pays du Sabarthès, structuré par la haute vallée de l'Ariège en amont du pays de Foix avec Tarascon-sur-Ariège comme ville principale.
Les communes limitrophes sont Bestiac, Caussou, Ignaux, Lordat, Montaillou, Montségur, Sorgeat et Comus.
| Lordat, Bestiac | Montségur | Comus (Aude) |
| Caussou         | Prades    | Montaillou   |
|                 | Ignaux    | Sorgeat      |

### Géologie et relief
La commune est située dans les Pyrénées, une chaîne montagneuse jeune, érigée durant l'ère tertiaire (il y a 40 millions d'années environ), en même temps que les Alpes. Elle est traversée par la Faille nord-pyrénéenne, qui sépare la Zone axiale pyrénéenne (ZA) ou haute chaîne primaire de la Zone nord-pyrénéenne (ZNP), au nord. Les terrains affleurants sur le territoire communal sont constitués de roches pour partie sédimentaires et pour partie métamorphiques datant pour certaines du Mésozoïque, anciennement appelé Ère secondaire, qui s'étend de −252,2 à −66,0 Ma, et pour d'autres du Paléozoïque, une ère géologique qui s'étend de −541 à −252,2 Ma,.
La superficie cadastrale de la commune publiée par l’Insee, qui sert de références dans toutes les statistiques, est de 28,97 km2,. La superficie géographique, issue de la BD Topo, composante du Référentiel à grande échelle produit par l'IGN, est quant à elle de 29,19 km2. Son relief est particulièrement escarpé puisque la dénivelée maximale atteint 843 mètres. L'altitude du territoire varie entre 1 078 m et 1 921 m.

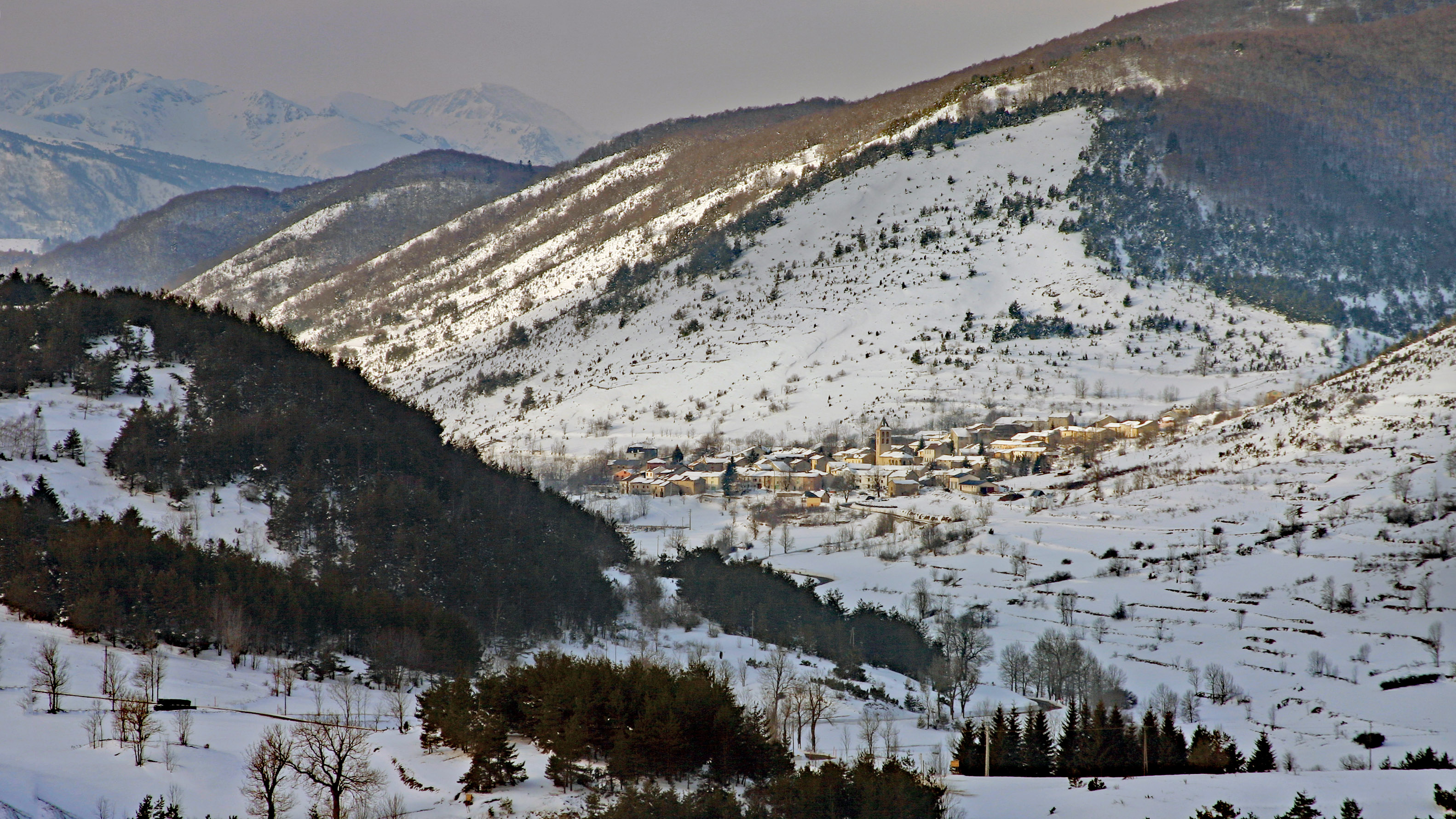
Prades en hiver.
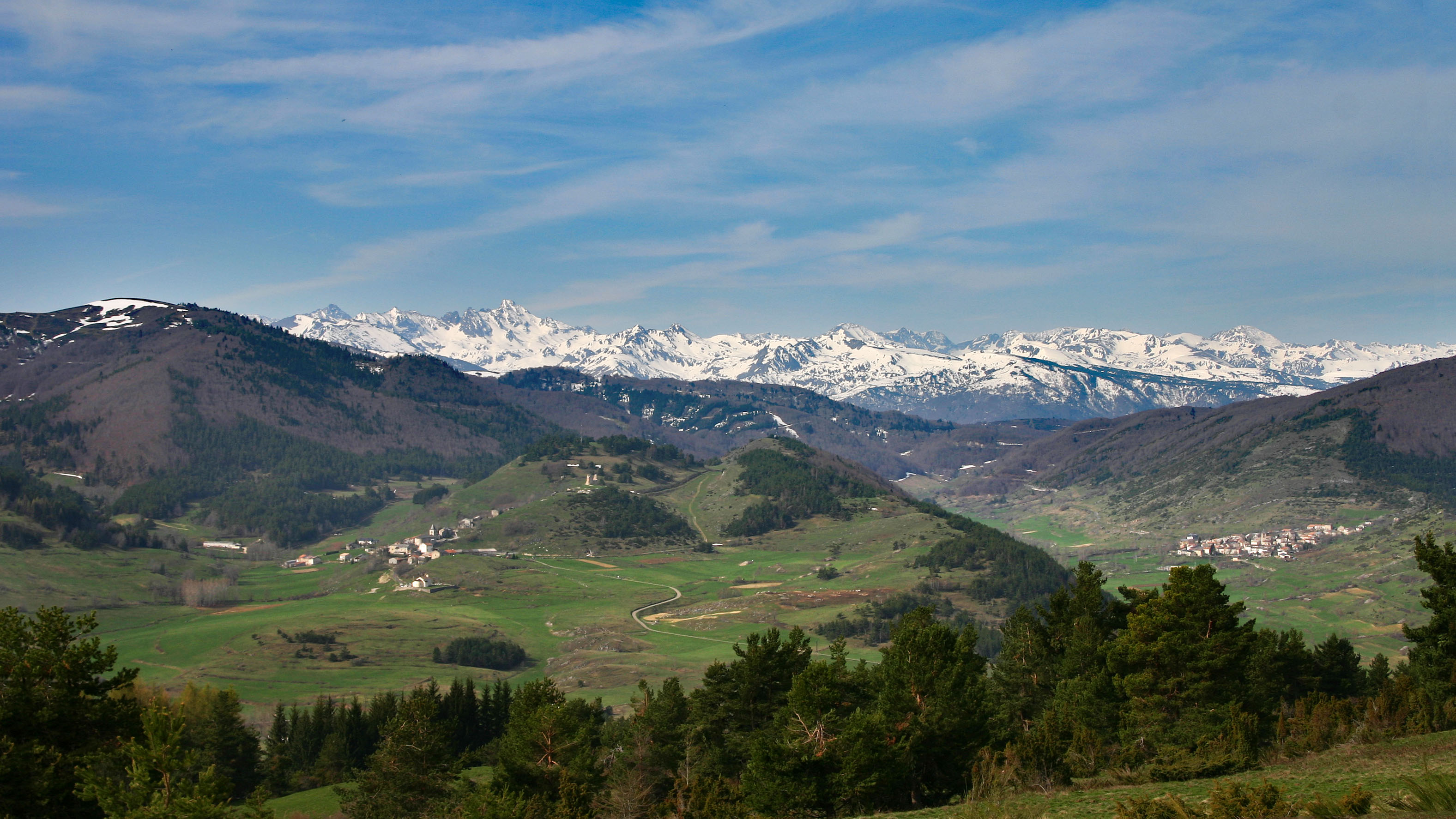
Montaillou et Prades.
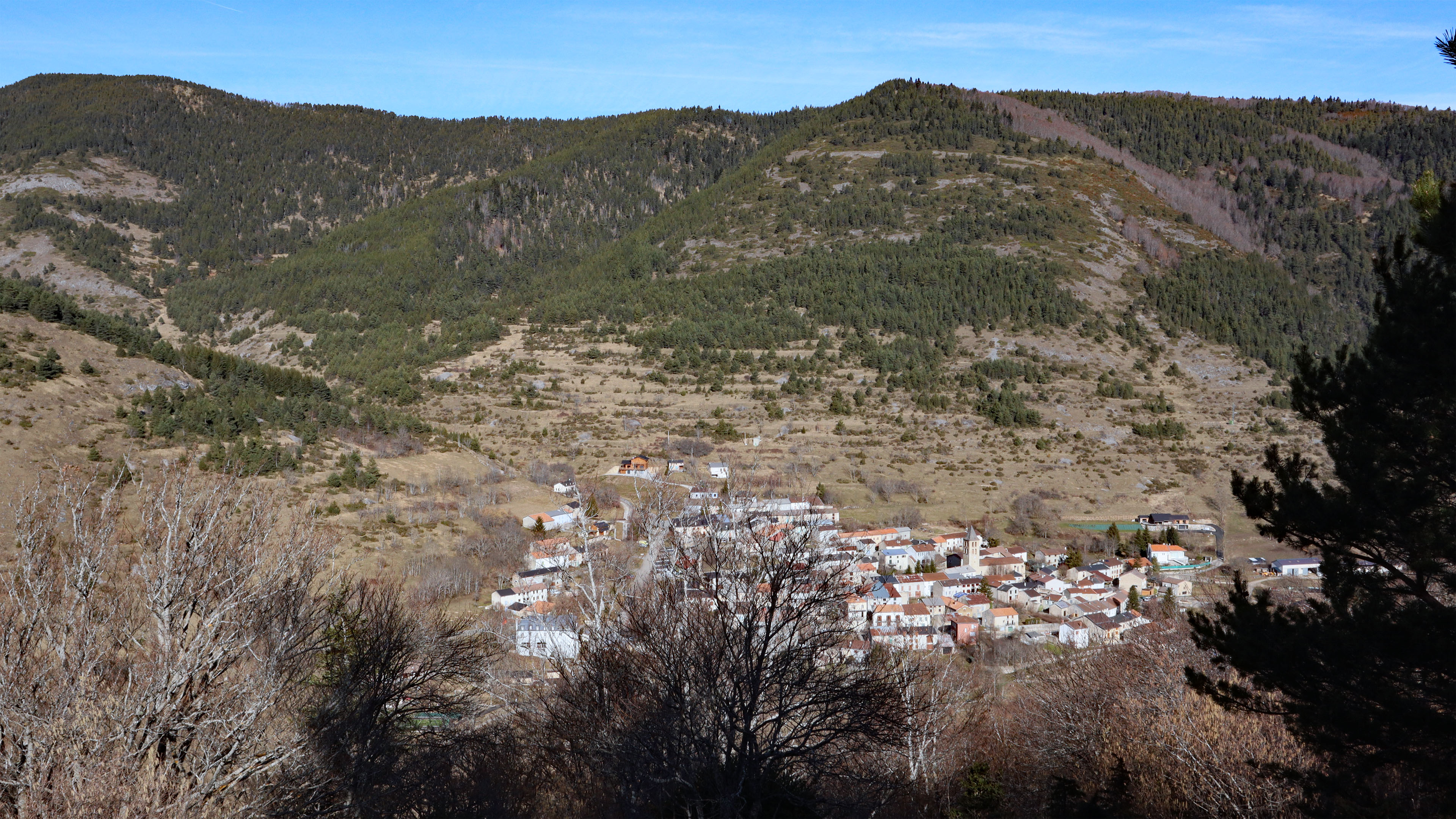
Prades vu du Soucaret.
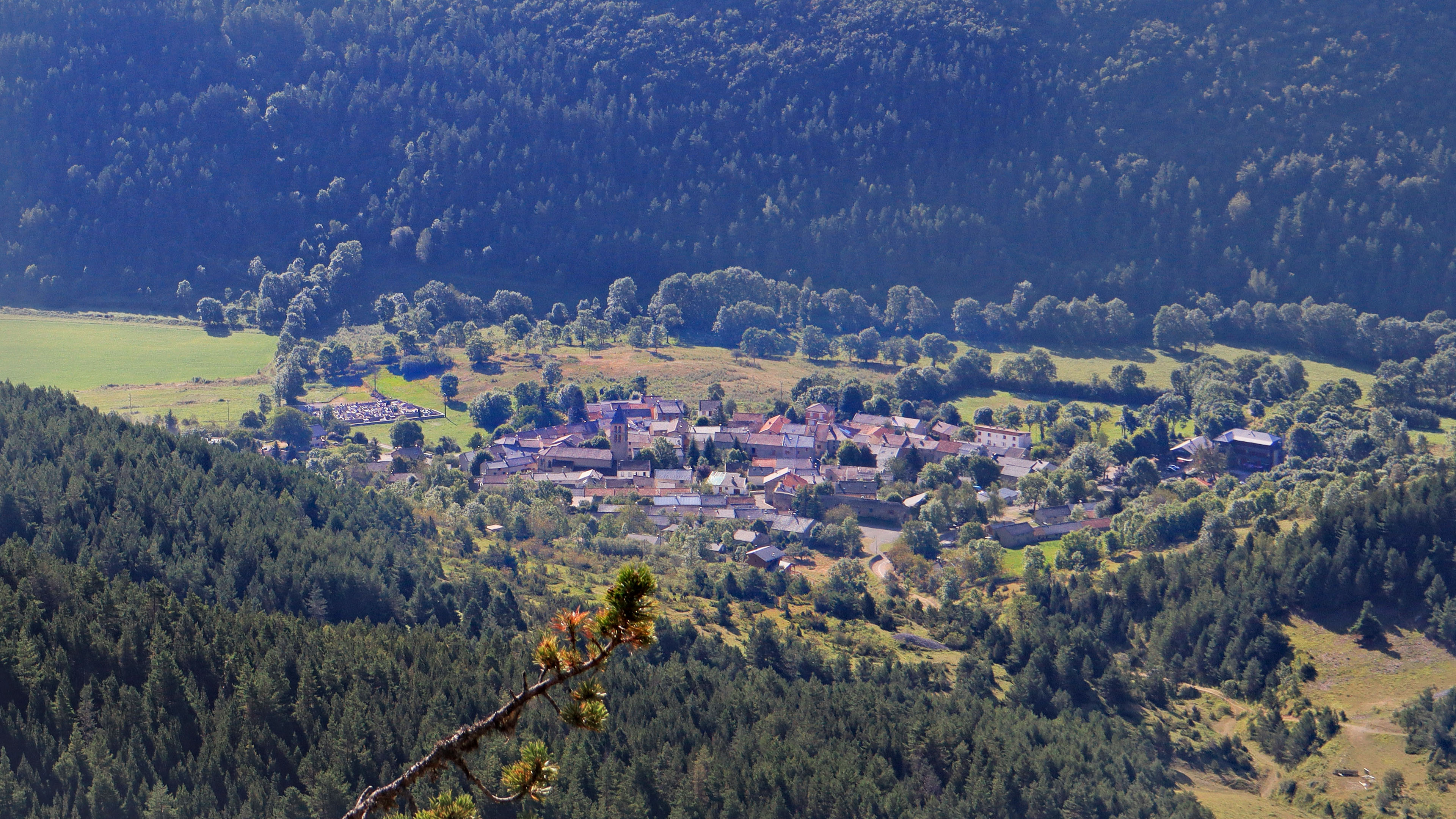
Prades vu de la Pique Redone.

### Hydrographie

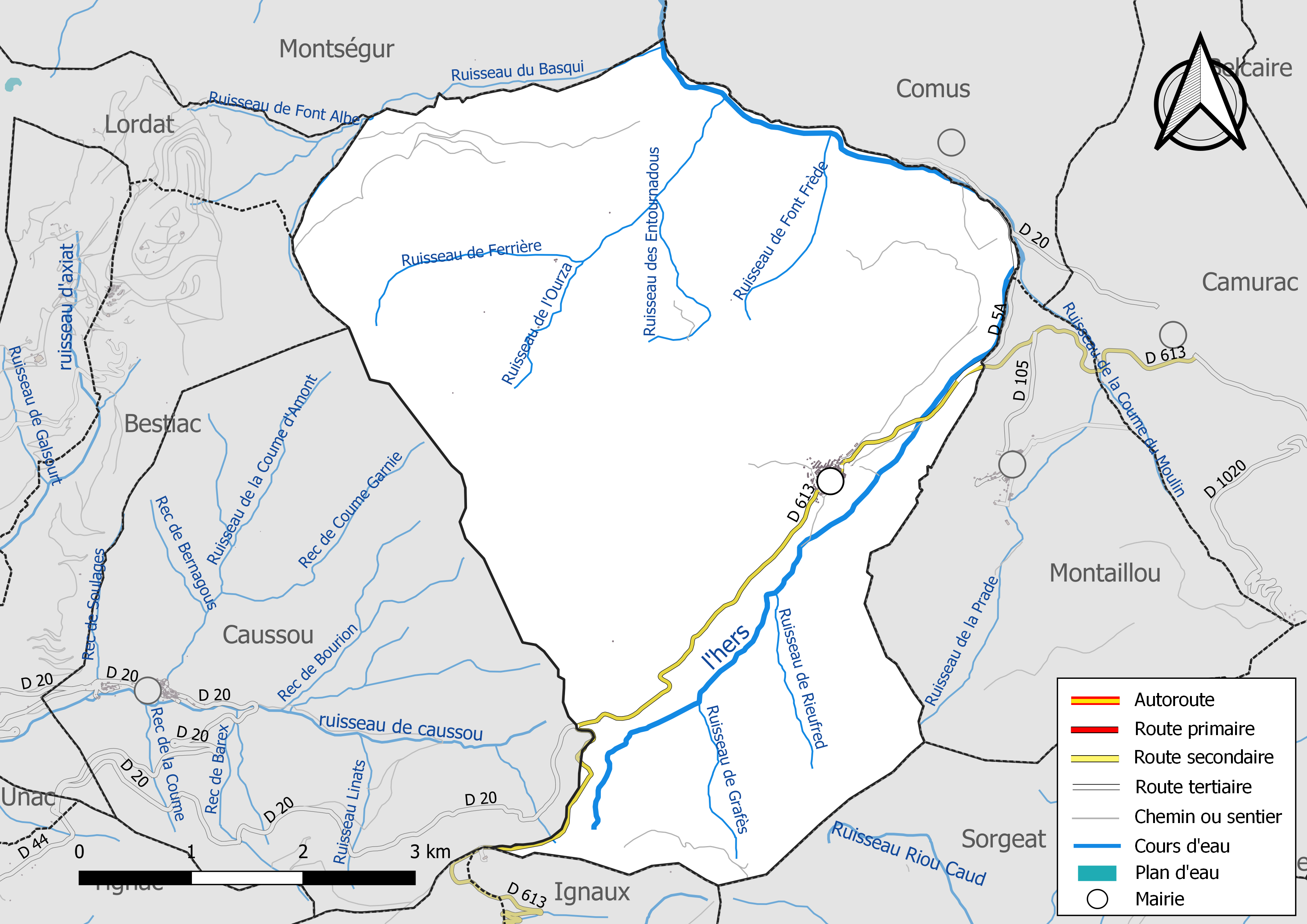
Réseaux hydrographique et routier de Prades.

La commune est dans le bassin versant de la Garonne, au sein du bassin hydrographique Adour-Garonne. Elle est drainée par l'Hers-Vif, le ruisseau de Ferrière, le ruisseau de Font Frède, le ruisseau de Grafès, le ruisseau de l'Ourza, le ruisseau de Rieufred, le ruisseau des Entournadous, le ruisseau du Basqui et par un petit cours d'eau, constituant un réseau hydrographique de 24 km de longueur totale,.
L'Hers-Vif, d'une longueur totale de 134,9 km, prend sa source dans la commune de Prades et s'écoule du sud vers le nord. Il traverse la commune et se jette dans l'Ariège à Cintegabelle, après avoir traversé 41 communes.

### Climat
Pour des articles plus généraux, voir Climat de l'Occitanie et Climat de l'Ariège.
En 2010, le climat de la commune est de type climat océanique altéré, selon une étude s'appuyant sur une série de données couvrant la période 1971-2000. En 2020, Météo-France publie une typologie des climats de la France métropolitaine dans laquelle la commune est exposée à un climat de montagne et est dans la région climatique Pyrénées centrales, caractérisée par une pluviométrie annuelle de 1 000 à 1 200 mm.
Pour la période 1971-2000, la température annuelle moyenne est de 8,1 °C, avec une amplitude thermique annuelle de 15,1 °C. Le cumul annuel moyen de précipitations est de 955 mm, avec 9,6 jours de précipitations en janvier et 7,1 jours en juillet. Pour la période 1991-2020, la température moyenne annuelle observée sur la station météorologique la plus proche, située sur la commune d'Ascou à 7 km à vol d'oiseau, est de 9,3 °C et le cumul annuel moyen de précipitations est de 1 258,8 mm,. Pour l'avenir, les paramètres climatiques de la commune estimés pour 2050 selon différents scénarios d'émission de gaz à effet de serre sont consultables sur un site dédié publié par Météo-France en novembre 2022.

### Milieux naturels et biodiversité

#### Réseau Natura 2000

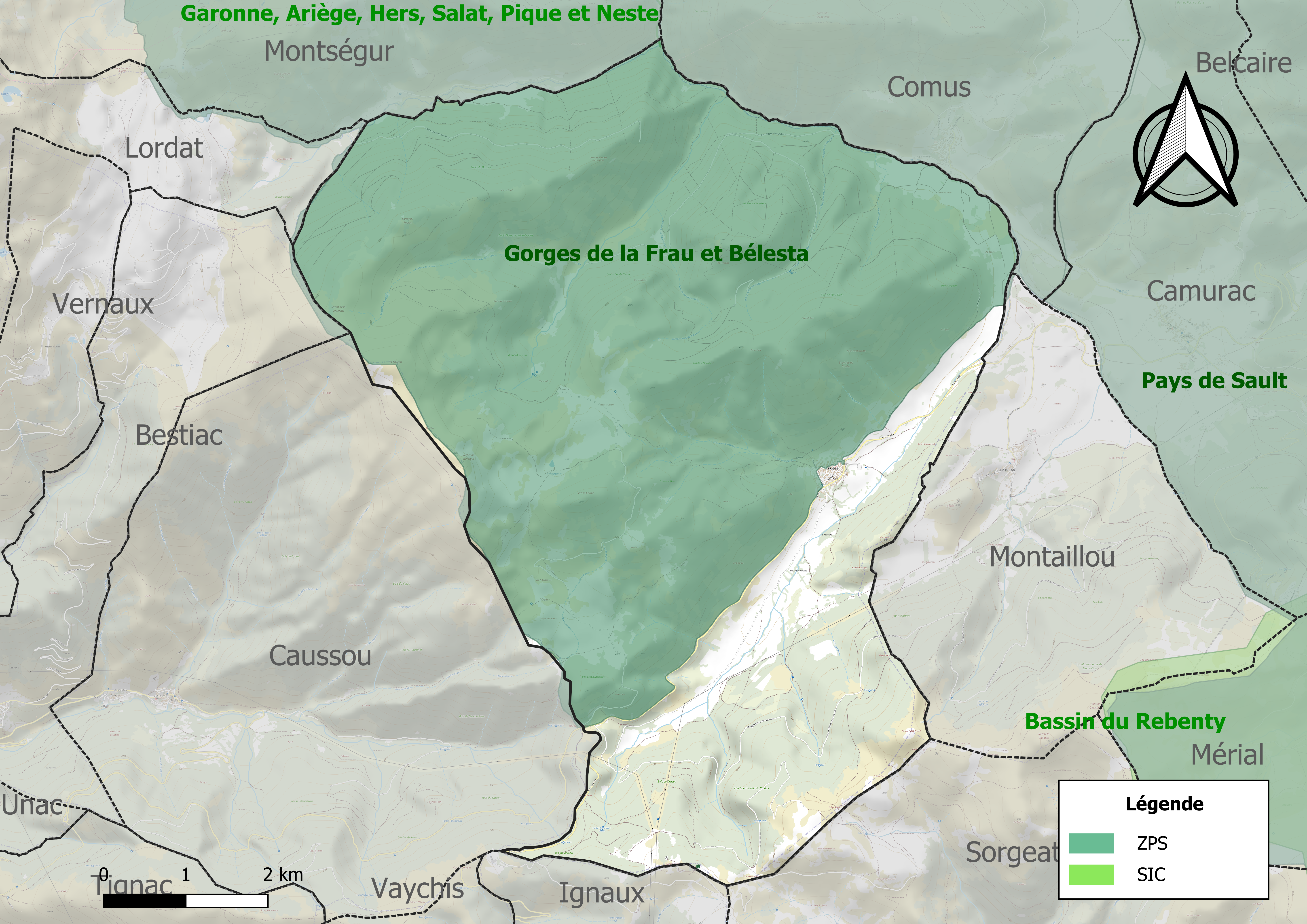
Sites Natura 2000 sur le territoire communal.

Le réseau Natura 2000 est un réseau écologique européen de sites naturels d'intérêt écologique élaboré à partir des directives habitats et oiseaux, constitué de zones spéciales de conservation (ZSC) et de zones de protection spéciale (ZPS).
Un site Natura 2000 a été défini sur la commune au titre  de la directive oiseaux : les « gorges de la Frau et Bélesta », d'une superficie de 12 360 ha, hébergent une avifaune de montagne bien représentée sur ce site avec quatorze espèces de l'annexe I qui s'y reproduisent, parmi lesquelles six espèces de rapaces diurnes et deux espèces de rapaces nocturnes.

#### Zones naturelles d'intérêt écologique, faunistique et floristique
L’inventaire des zones naturelles d'intérêt écologique, faunistique et floristique (ZNIEFF) a pour objectif de réaliser une couverture des zones les plus intéressantes sur le plan écologique, essentiellement dans la perspective d’améliorer la connaissance du patrimoine naturel national et de fournir aux différents décideurs un outil d’aide à la prise en compte de l’environnement dans l’aménagement du territoire.
Deux ZNIEFF de type 1 sont recensées sur la commune :
les « montagnes de Belesta, de la Frau, de l'Ordat et de Prades » (14 014 ha), couvrant 32 communes dont 28 dans l'Ariège et 4 dans l'Aude, et 
les « montagnes orientales d'Ax-les-Thermes » (9 524 ha), couvrant 20 communes dont 16 dans l'Ariège et 4 dans l'Aude
et deux ZNIEFF de type 2, : 
- « le bassin versant de l'Oriège et montagnes orientales d'Ax-les-Thermes » (18 551 ha), couvrant 25 communes dont 18 dans l'Ariège, 4 dans l'Aude et 3 dans les Pyrénées-Orientales[28] ;
- les « montagnes d'Olmes » (31 924 ha), couvrant 33 communes dont 31 dans l'Ariège et 2 dans l'Aude[29].

Carte des ZNIEFF de type 1 et 2 à Prades.
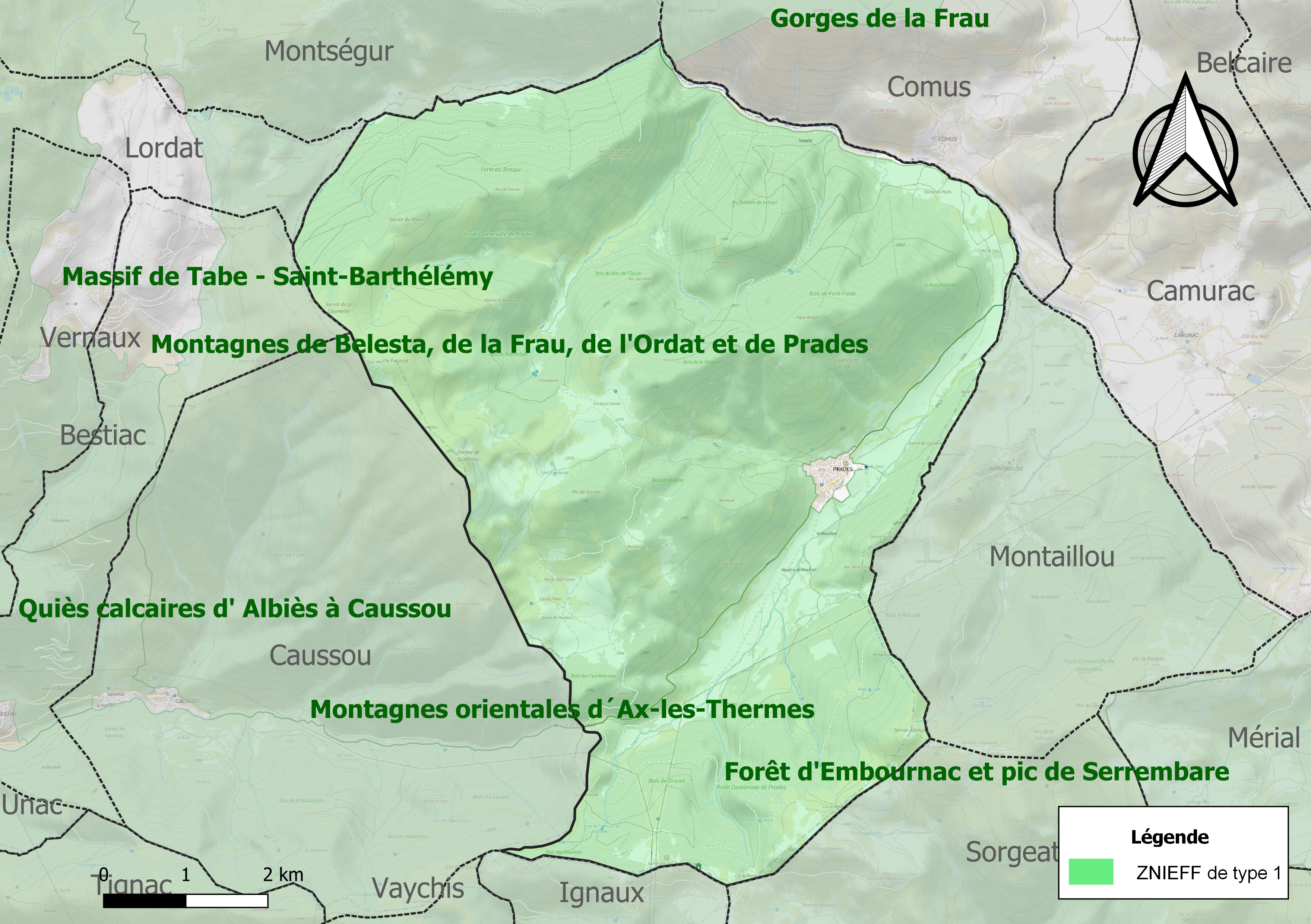
Carte des ZNIEFF de type 1 sur la commune.
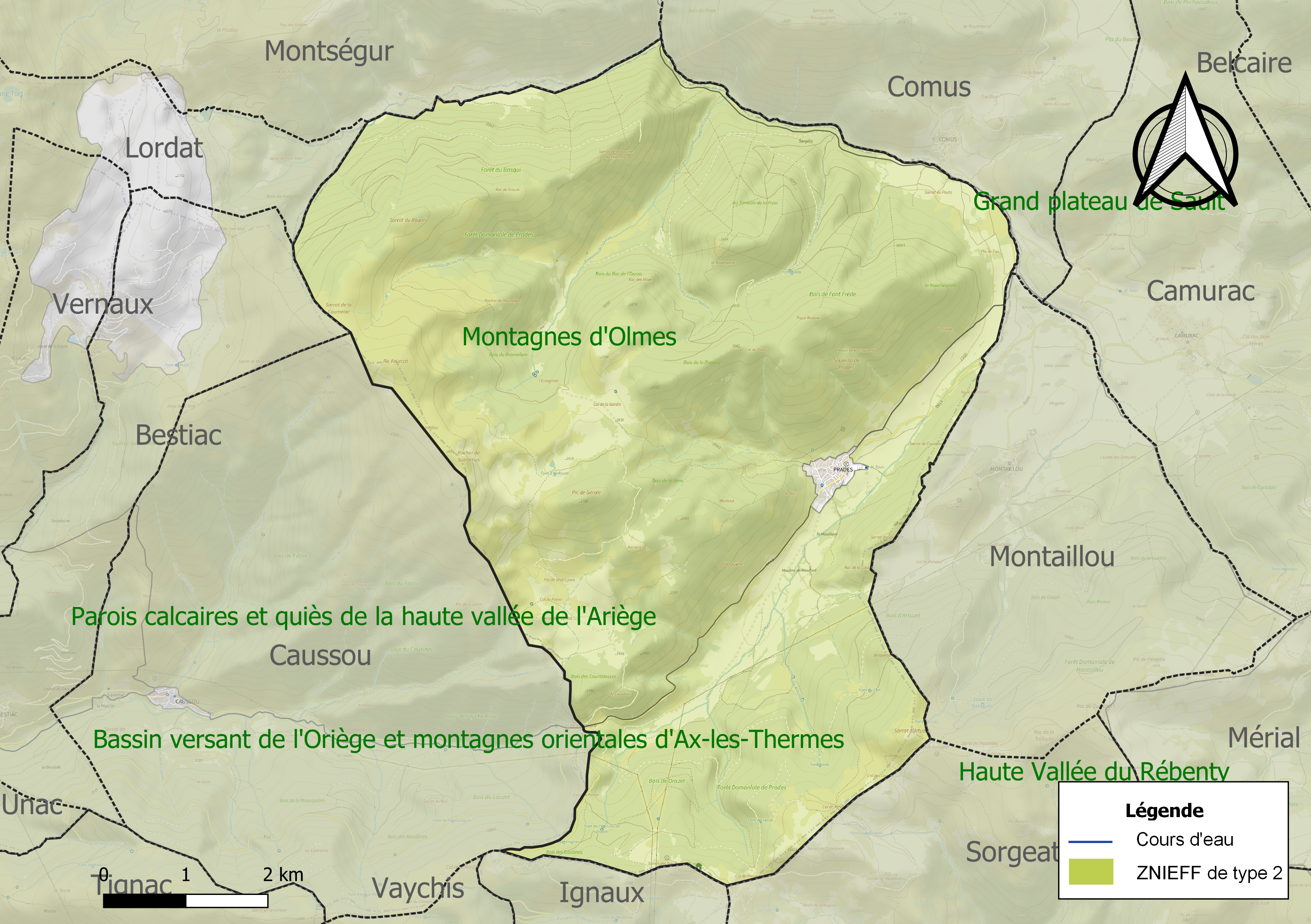
Carte des ZNIEFF de type 2 sur la commune.

## Urbanisme

### Typologie
Au 1er janvier 2024, Prades est catégorisée commune rurale à habitat très dispersé, selon la nouvelle grille communale de densité à 7 niveaux définie par l'Insee en 2022.
Elle est située hors unité urbaine et hors attraction des villes,.

### Occupation des sols
L'occupation des sols de la commune, telle qu'elle ressort de la base de données européenne d’occupation biophysique des sols Corine Land Cover (CLC), est marquée par l'importance des forêts et milieux semi-naturels (90,8 % en 2018), une proportion identique à celle de 1990 (90,8 %). La répartition détaillée en 2018 est la suivante : 
forêts (56,6 %), milieux à végétation arbustive et/ou herbacée (34,2 %), prairies (7 %), zones agricoles hétérogènes (2,2 %). L'évolution de l’occupation des sols de la commune et de ses infrastructures peut être observée sur les différentes représentations cartographiques du territoire : la carte de Cassini (XVIIIe siècle), la carte d'état-major (1820-1866) et les cartes ou photos aériennes de l'IGN pour la période actuelle (1950 à aujourd'hui).

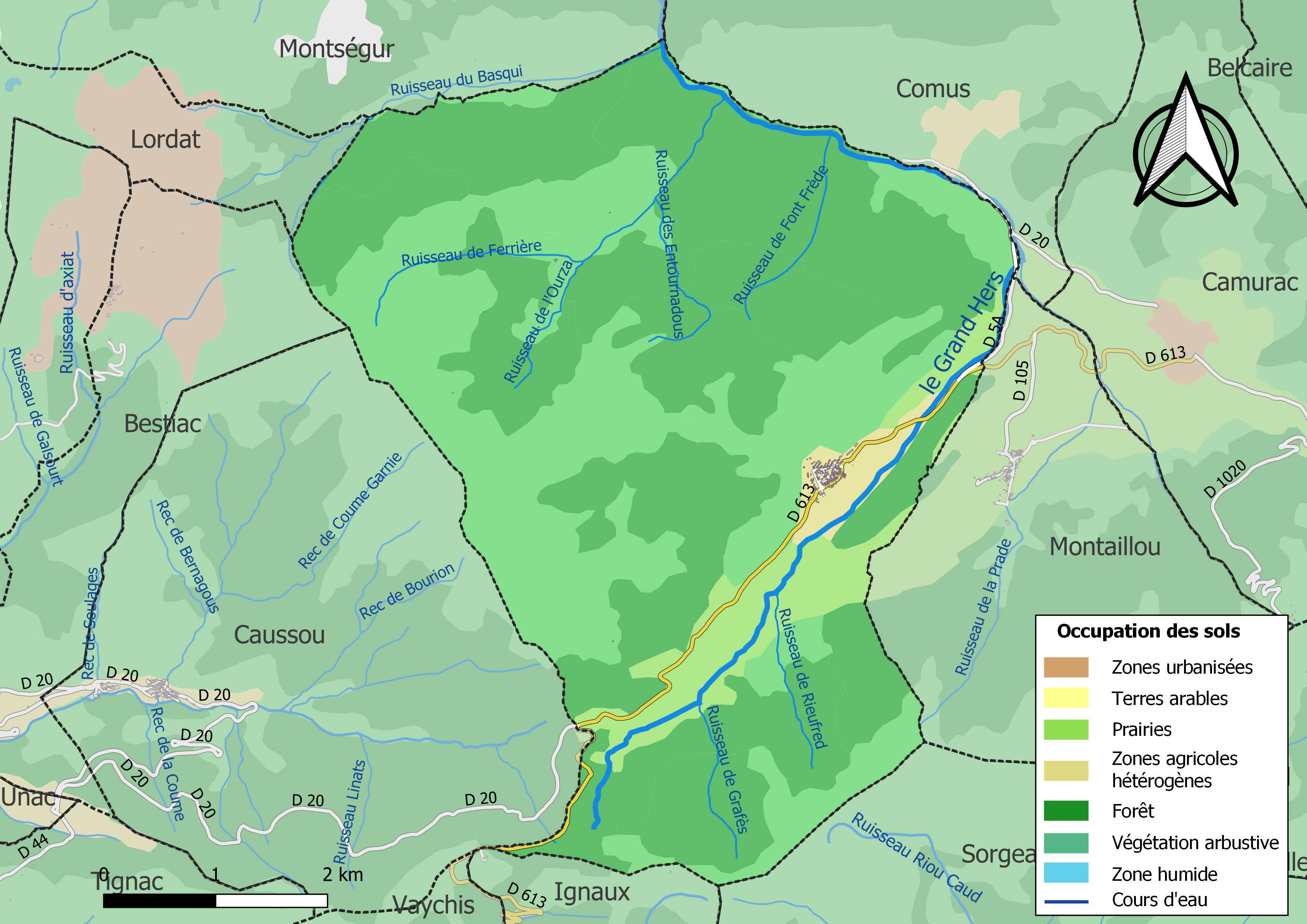
Carte des infrastructures et de l'occupation des sols de la commune en 2018 (CLC).

### Habitat et logement
En 2018, le nombre total de logements dans la commune était de 168, alors qu'il était de 161 en 2013 et de 160 en 2008.
Parmi ces logements, 13,3 % étaient des résidences principales, 79 % des résidences secondaires et 7,8 % des logements vacants. Ces logements étaient pour 86,9 % d'entre eux des maisons individuelles et pour 13,1 % des appartements.
Le tableau ci-dessous présente la typologie des logements à Prades en 2018 en comparaison avec celle de l'Ariège et de la France entière. Une caractéristique marquante du parc de logements est ainsi une proportion de résidences secondaires et logements occasionnels (79 %) supérieure à celle du département (24,6 %) et à celle de la France entière (9,7 %). Concernant le statut d'occupation de ces logements, 78,3 % des habitants de la commune sont propriétaires de leur logement (76,9 % en 2013), contre 66,3 % pour l'Ariège et 57,5 % pour la France entière.
| Typologie                                               | Prades | Ariège | France entière |
| ------------------------------------------------------- | ------ | ------ | -------------- |
| Résidences principales (en %)                           | 13,3   | 65,7   | 82,1           |
| Résidences secondaires et logements occasionnels (en %) | 79     | 24,6   | 9,7            |
| Logements vacants (en %)                                | 7,8    | 9,7    | 8,2            |

### Risques majeurs
Le territoire de la commune de Prades est vulnérable à différents aléas naturels : inondations, climatiques (grand froid ou canicule), feux de forêts, mouvements de terrains, avalanche  et séisme (sismicité modérée). Il est également exposé à un risque particulier, le risque radon,.

#### Risques naturels

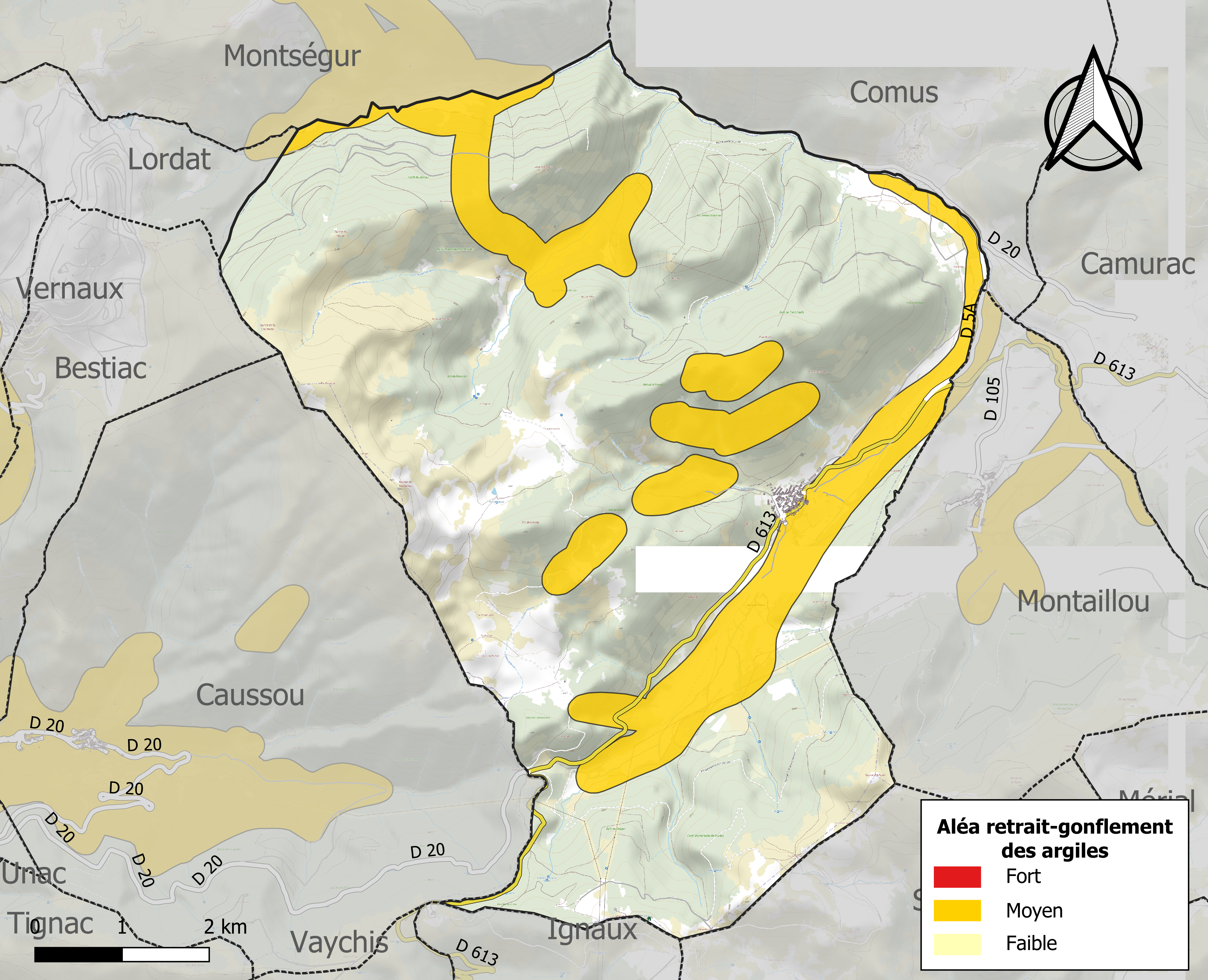
Zonage de l'aléa retrait-gonflement des argiles sur la commune de Prades.

Certaines parties du territoire communal sont susceptibles d’être affectées par le risque d’inondation par débordement, crue torrentielle d'un cours d'eau, l'Hers-Vif, ou ruissellement d'un versant. L’épisode de crue le plus marquant dans le département reste sans doute celui de 1875. Parmi les inondations marquantes plus récentes concernant l'Hers figure la crue torrentielle de 2014 de l'Hers amont impactant en particulier le village de Lassur.
Les mouvements de terrains susceptibles de se produire sur la commune sont soit des chutes de blocs, soit des glissements de terrains, soit des effondrements liés à des cavités souterraines, soit des mouvements liés au retrait-gonflement des argiles. Près de 50 % de la superficie du département est concernée par l'aléa retrait-gonflement des argiles, dont la commune de Prades. L'inventaire national des cavités souterraines permet par ailleurs de localiser celles situées sur la commune.
Ces risques naturels sont pris en compte dans l'aménagement du territoire de la commune par le biais d'un plan de prévention des risques (PPR) inondation, mouvement de terrain et avalanche approuvé le 27 mars 2015.

#### Risque particulier
Dans plusieurs parties du territoire national, le radon, accumulé dans certains logements ou autres locaux, peut constituer une source significative d’exposition de la population aux rayonnements ionisants. Toutes les communes du département sont concernées par le risque radon à un niveau plus ou moins élevé. Selon la classification de 2018, la commune de Prades est classée en zone 2, à savoir zone à potentiel radon faible mais sur lesquelles des facteurs géologiques particuliers peuvent faciliter le transfert du radon vers les bâtiments.

## Histoire
Entre 1885 et 1918, 145 Pradéens à la recherche d'une vie meilleure, qui seront dénommés les Mange-mil, se sont passé le mot et ont émigré au Sénégal, se spécialisant durablement dans la valorisation de l’arachide.
La 11e étape du Tour de France 1997 qui s'est déroulée le 16 juillet 1997 entre Andorre et Perpignan traverse la commune en direction de Camurac dans l'Aude.

## Politique et administration

### Découpage territorial
La commune de Prades est membre de la Communauté de communes de la Haute Ariège, un établissement public de coopération intercommunale (EPCI) à fiscalité propre créé le 27 septembre 2016 dont le siège est à Luzenac. Ce dernier est par ailleurs membre d'autres groupements intercommunaux.
Sur le plan administratif, elle est rattachée à l'arrondissement de Foix, au département de l'Ariège, en tant que circonscription administrative de l'État, et à la région Occitanie.
Sur le plan électoral, elle dépend du canton de Haute-Ariège pour l'élection des conseillers départementaux, depuis le redécoupage cantonal de 2014 entré en vigueur en 2015, et de la première circonscription de l'Ariège  pour les élections législatives, depuis le redécoupage électoral de 1986.

### Liste des maires
| Période                                  | Période  | Identité      | Étiquette | Qualité     |
| ---------------------------------------- | -------- | ------------- | --------- | ----------- |
| mars 1977                                | 2014     | Yves Rivière  | PS        |             |
| mars 2014                                | En cours | Hervé Peloffi | SE        | Agriculteur |
| Les données manquantes sont à compléter. |          |               |           |             |

## Démographie
| 1793 | 1800 | 1806 | 1821 | 1831 | 1836 | 1841 | 1846 | 1851 |
| ---- | ---- | ---- | ---- | ---- | ---- | ---- | ---- | ---- |
| 771  | 802  | 871  | 844  | 827  | 778  | 642  | 570  | 585  |

| 1856 | 1861 | 1866 | 1872 | 1876 | 1881 | 1886 | 1891 | 1896 |
| ---- | ---- | ---- | ---- | ---- | ---- | ---- | ---- | ---- |
| 540  | 640  | 620  | 603  | 561  | 537  | 523  | 512  | 443  |

| 1901 | 1906 | 1911 | 1921 | 1926 | 1931 | 1936 | 1946 | 1954 |
| ---- | ---- | ---- | ---- | ---- | ---- | ---- | ---- | ---- |
| 409  | 386  | 363  | 268  | 231  | 222  | 205  | 185  | 139  |

| 1962 | 1968 | 1975 | 1982 | 1990 | 1999 | 2006 | 2007 | 2012 |
| ---- | ---- | ---- | ---- | ---- | ---- | ---- | ---- | ---- |
| 106  | 97   | 73   | 67   | 53   | 47   | 50   | 50   | 43   |

| 2017 | 2022 | - | - | - | - | - | - | - |
| ---- | ---- | - | - | - | - | - | - | - |
| 33   | 46   | - | - | - | - | - | - | - |

## Économie

### Emploi
| Division       | 2008  | 2013   | 2018   |
| -------------- | ----- | ------ | ------ |
| Commune        | 4 %   | 11,1 % | 5,9 %  |
| Département    | 8,9 % | 11,1 % | 11,2 % |
| France entière | 8,3 % | 10 %   | 10 %   |

En 2018, la population âgée de 15 à 64 ans s'élève à 16 personnes, parmi lesquelles on compte 82,4 % d'actifs (76,5 % ayant un emploi et 5,9 % de chômeurs) et 17,6 % d'inactifs,. Depuis 2008, le taux de chômage communal (au sens du recensement) des 15-64 ans est inférieur à celui de la France et du département.
La commune est hors attraction des villes,. Elle compte 11 emplois en 2018, contre 10 en 2013 et 15 en 2008. Le nombre d'actifs ayant un emploi résidant dans la commune est de 13, soit un indicateur de concentration d'emploi de 85,1 % et un taux d'activité parmi les 15 ans ou plus de 46,7 %.
Sur ces 13 actifs de 15 ans ou plus ayant un emploi, 9 travaillent dans la commune, soit 69 % des habitants. Pour se rendre au travail, 46,2 % des habitants utilisent un véhicule personnel ou de fonction à quatre roues, 23,1 % s'y rendent en deux-roues, à vélo ou à pied et 30,8 % n'ont pas besoin de transport (travail au domicile).

### Activités hors agriculture
8 établissements sont implantés  à Prades au 31 décembre 2019.
Le secteur du commerce de gros et de détail, des transports, de l'hébergement et de la restauration est prépondérant sur la commune puisqu'il représente 37,5 % du nombre total d'établissements de la commune (3 sur les 8 entreprises implantées  à Prades), contre 27,5 % au niveau départemental.

### Agriculture
|                                   | 1988 | 2000 | 2010 |
| --------------------------------- | ---- | ---- | ---- |
| Exploitations                     | 6    | 3    | 3    |
| Superficie agricole utilisée (ha) | 193  | 150  | 318  |

La commune fait partie de la petite région agricole dénommée « Région pyrénéenne ». En 2010, l'orientation technico-économique de l'agriculture  sur la commune est l'élevage de bovins pour la viande. Trois exploitations agricoles ayant leur siège dans la commune sont dénombrées lors du recensement agricole de 2010 (six en 1988). La superficie agricole utilisée est de 318 ha.

## Culture locale et patrimoine

### Lieux et monuments
- Fontaine
- Enceinte fortifiée du « Fort »
- Puits médiéval restauré
- Église Saint-Pierre, avec sa statue en bois doré d'une Vierge à l'Enfant qui date du XVIIe siècle.
- Col de Marmare (1 361 m), situé sur la route des cols.

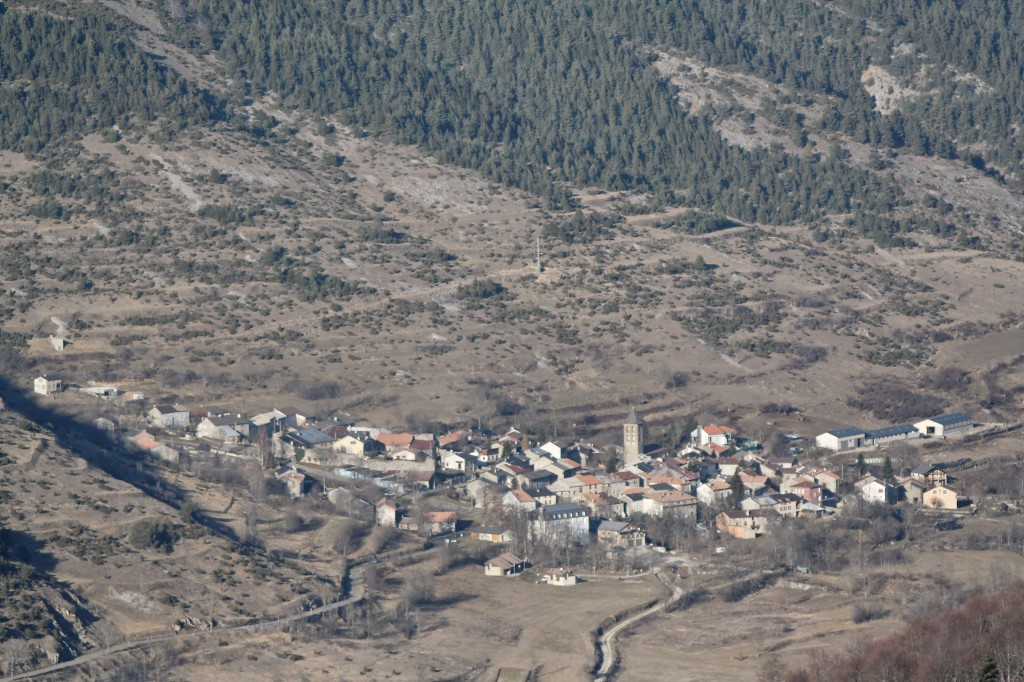
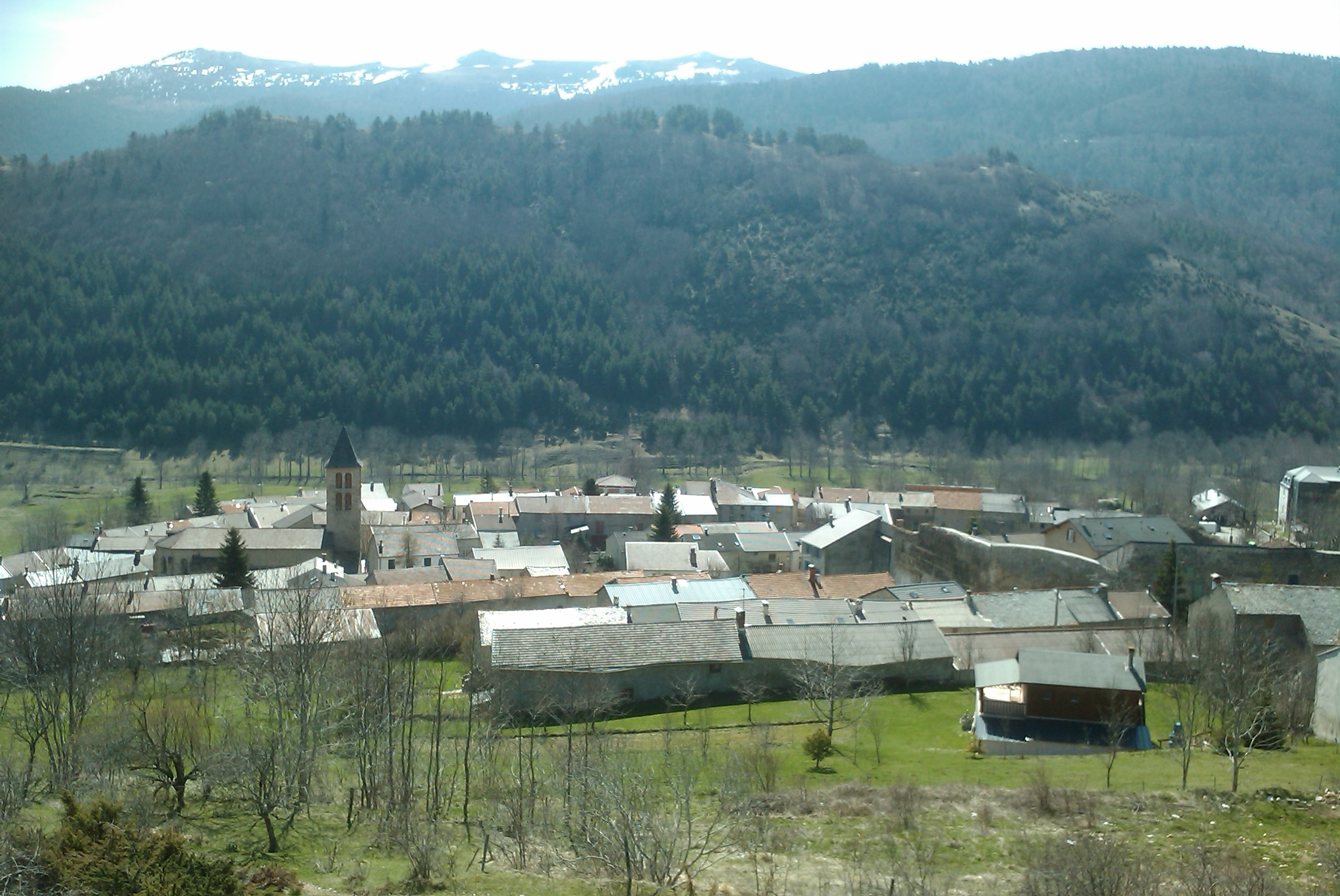
Photo de Prades pris depuis le haut du village.
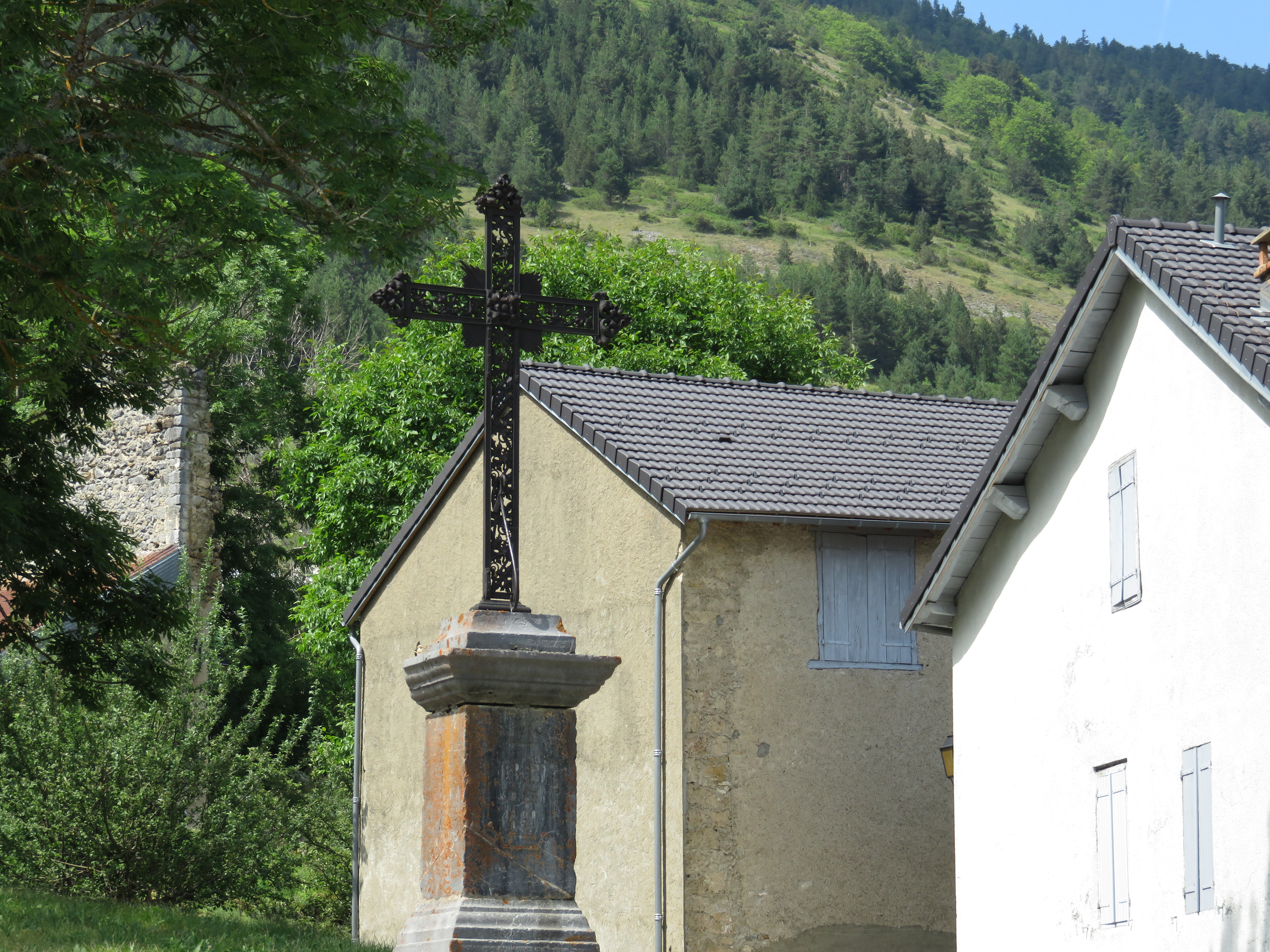
Monument avec une croix.
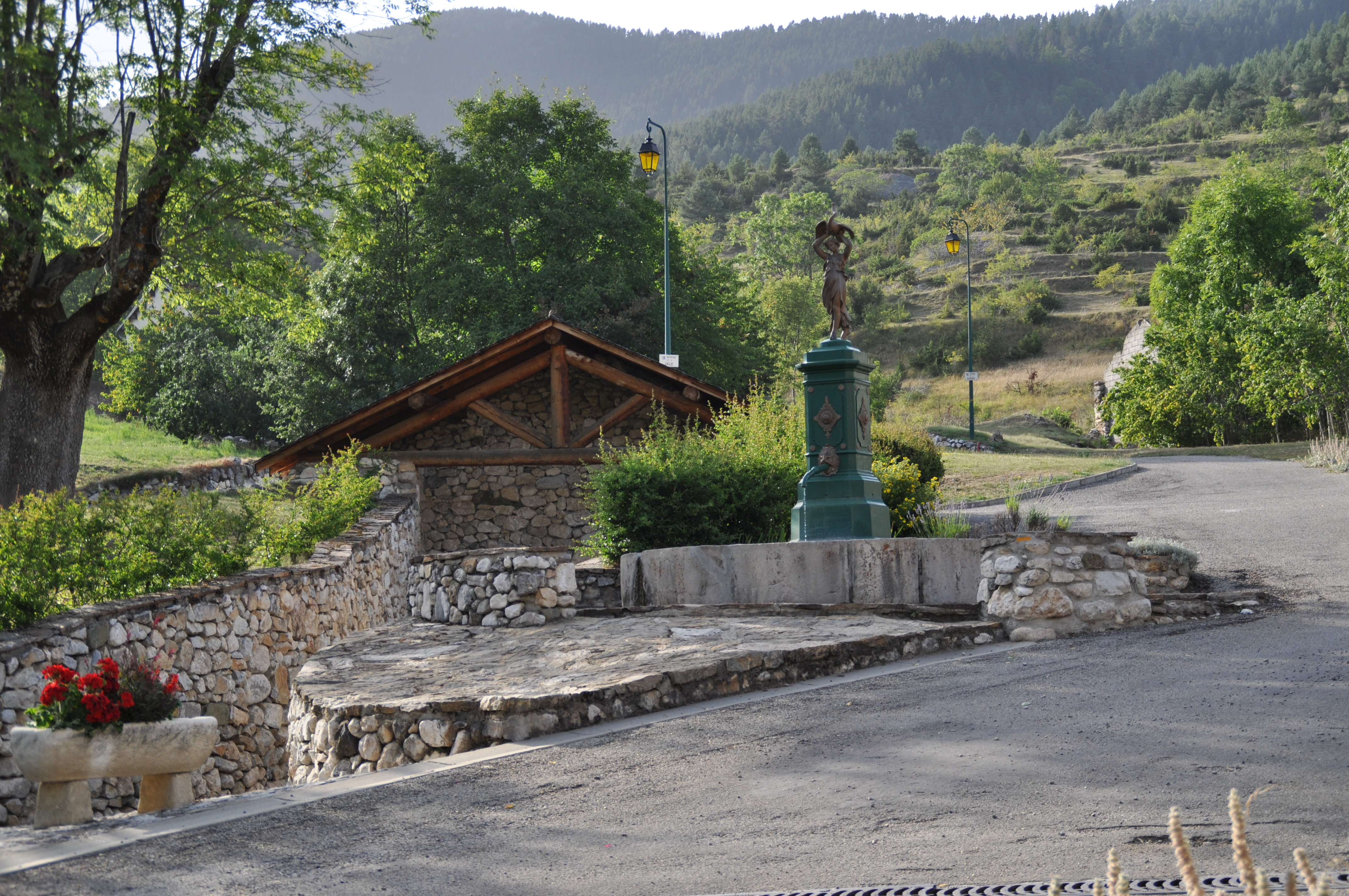
L'une des plus belles fontaines de Prades et le puits médiéval.
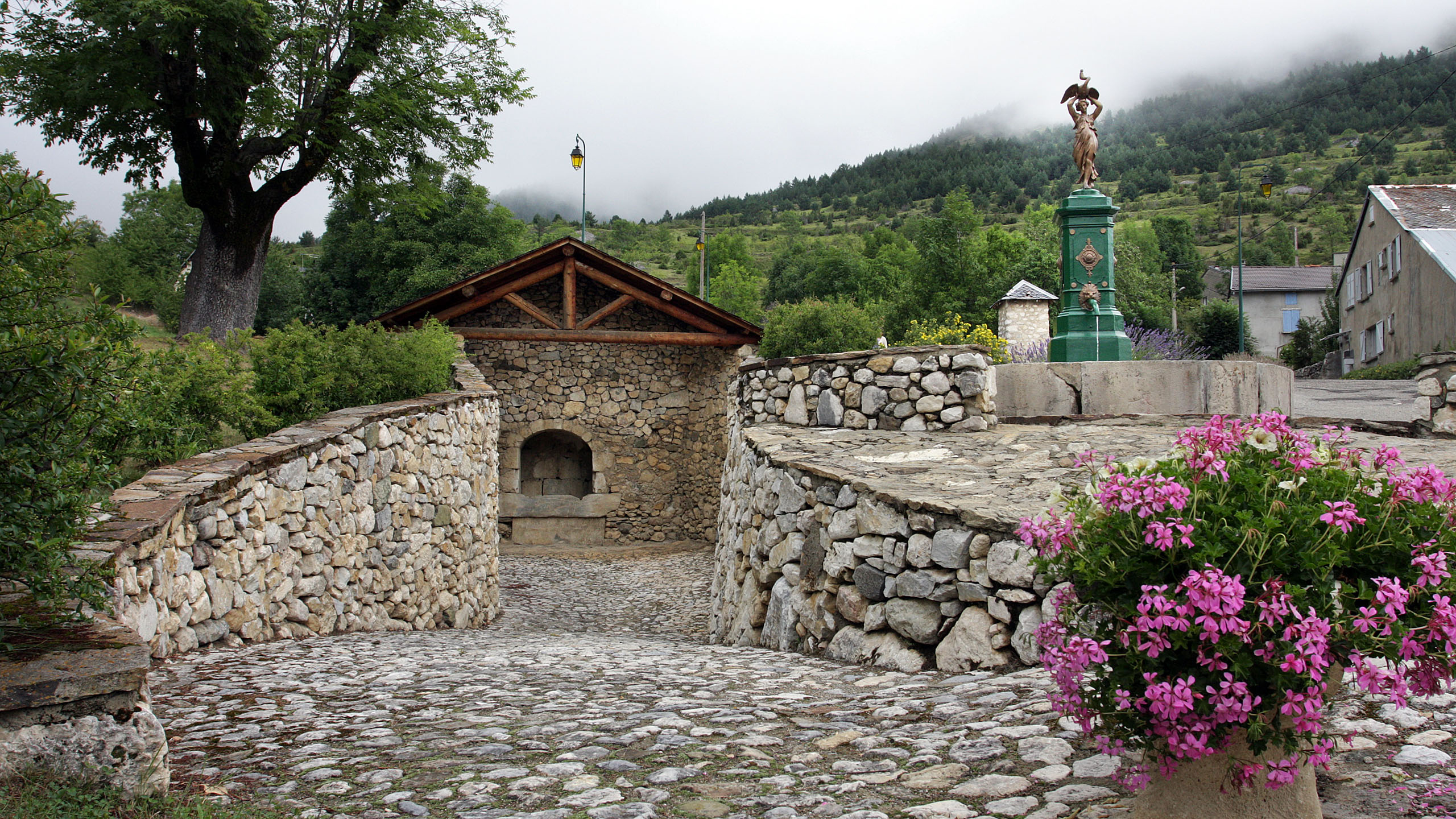
L'une des plus belles fontaines de Prades et le puits médiéval.
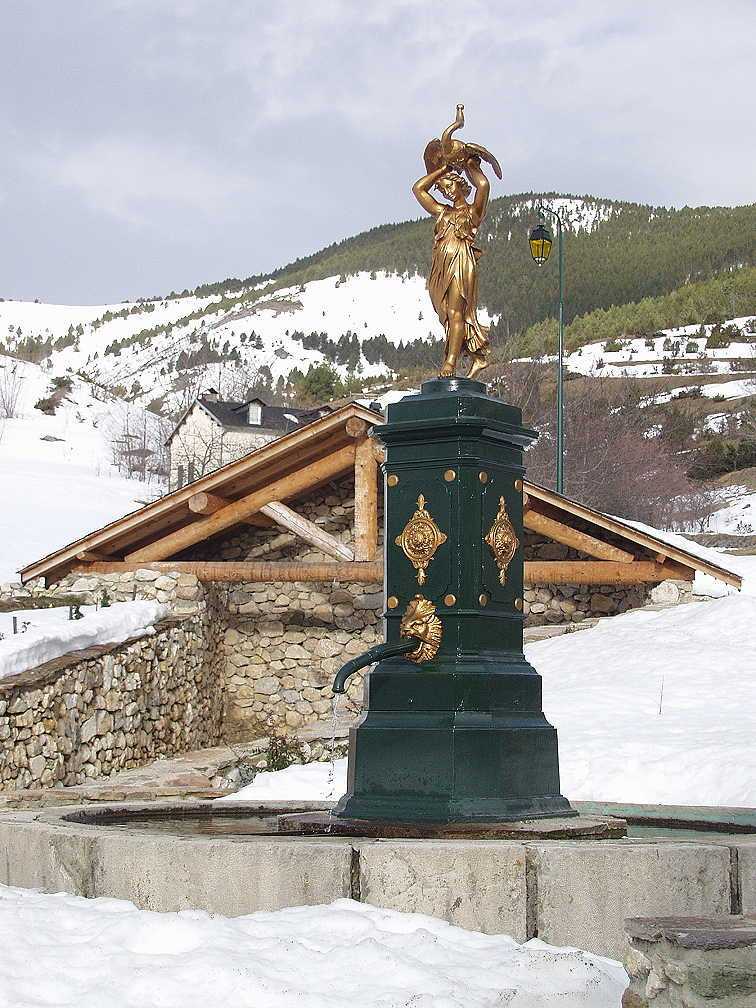
La fontaine.
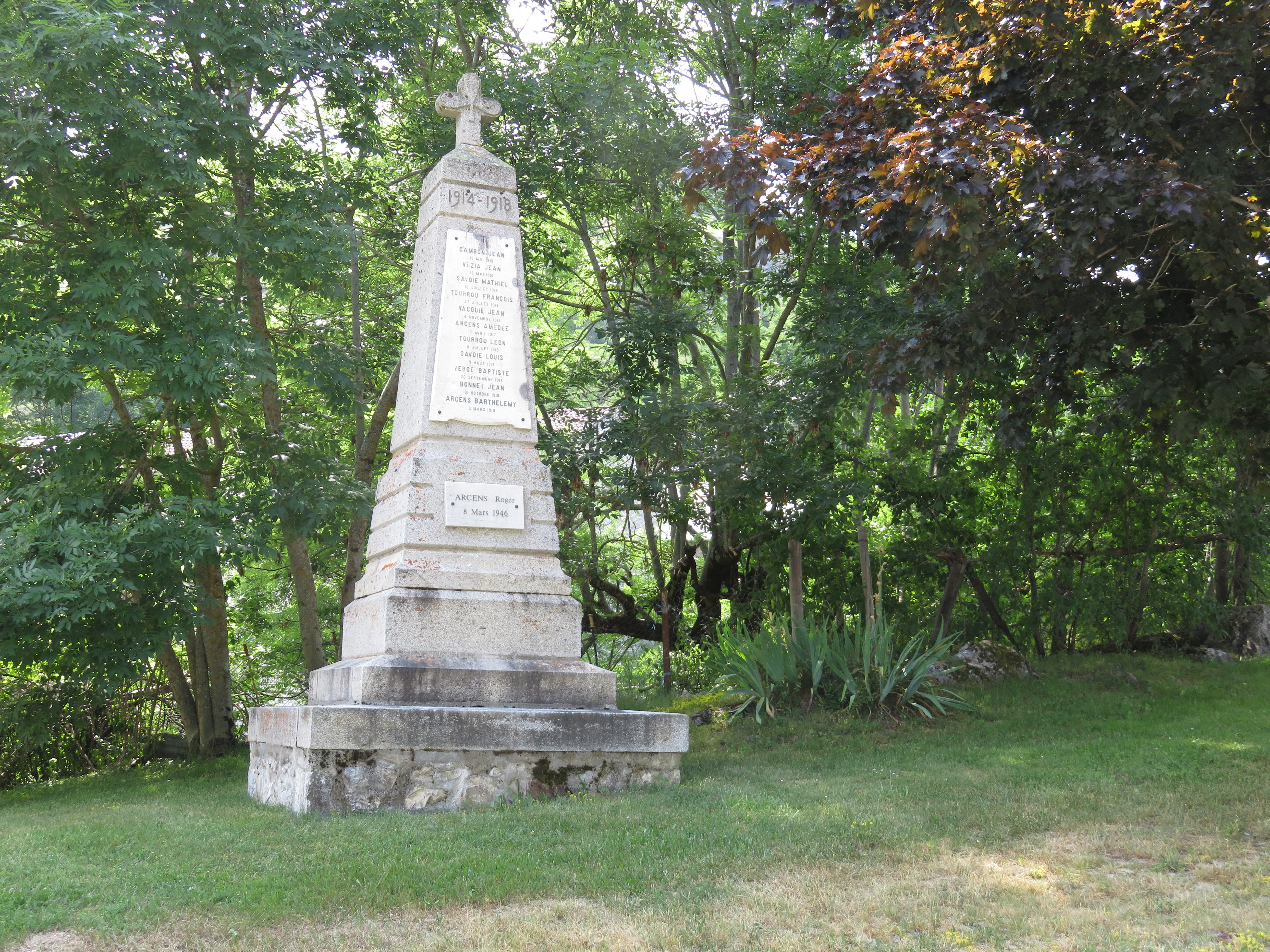
Monument aux morts des guerres de 1914-1918 et 1939-1945.
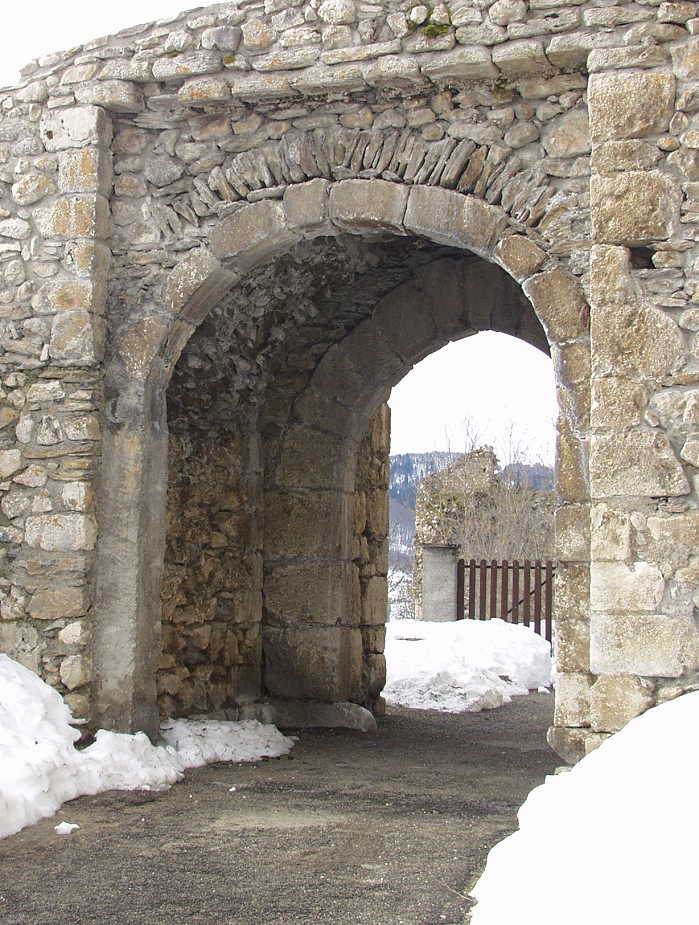
Porte du fort.
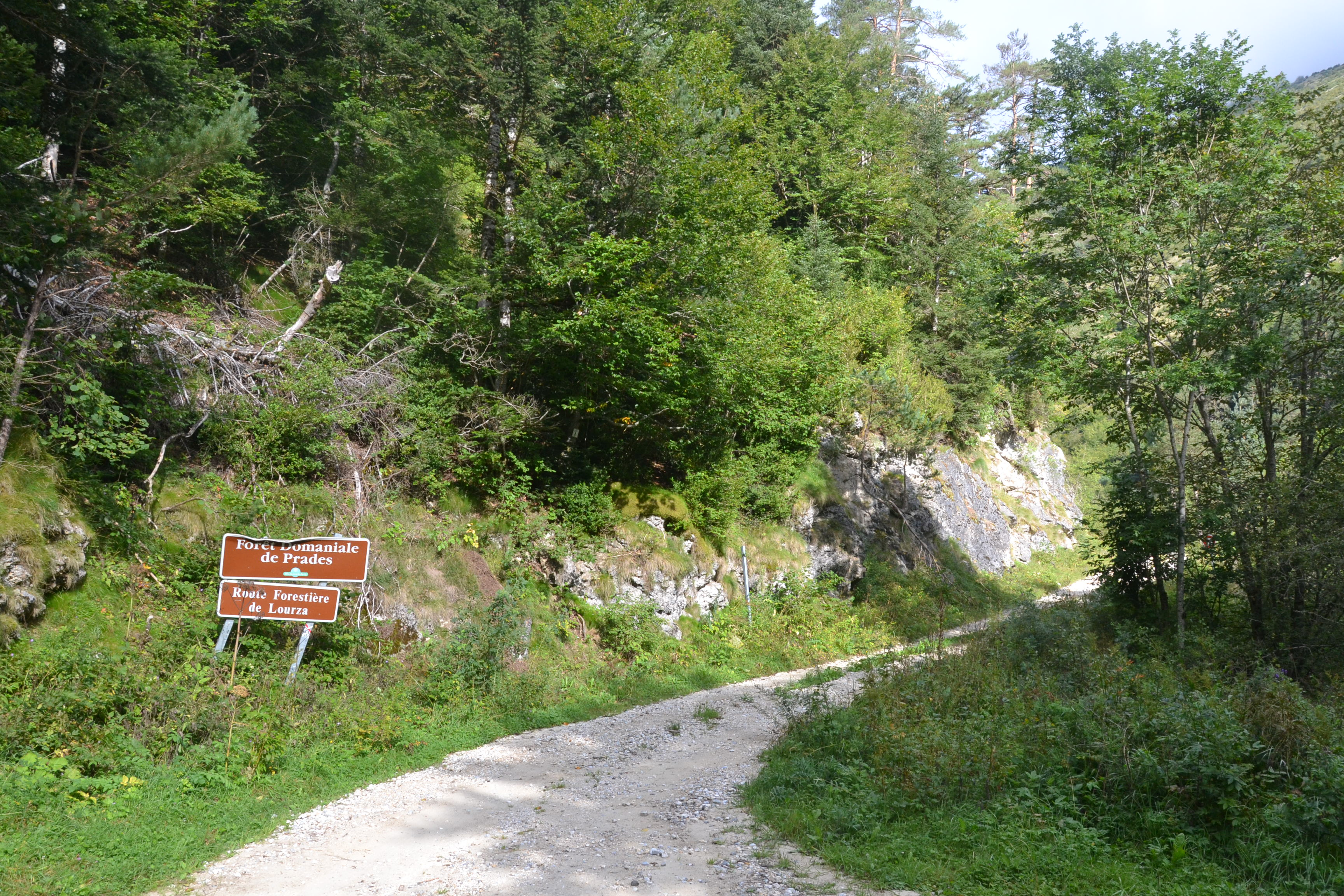
Panneaux de la route forestière de L'Ourza et de la forêt domaniale de Prades.
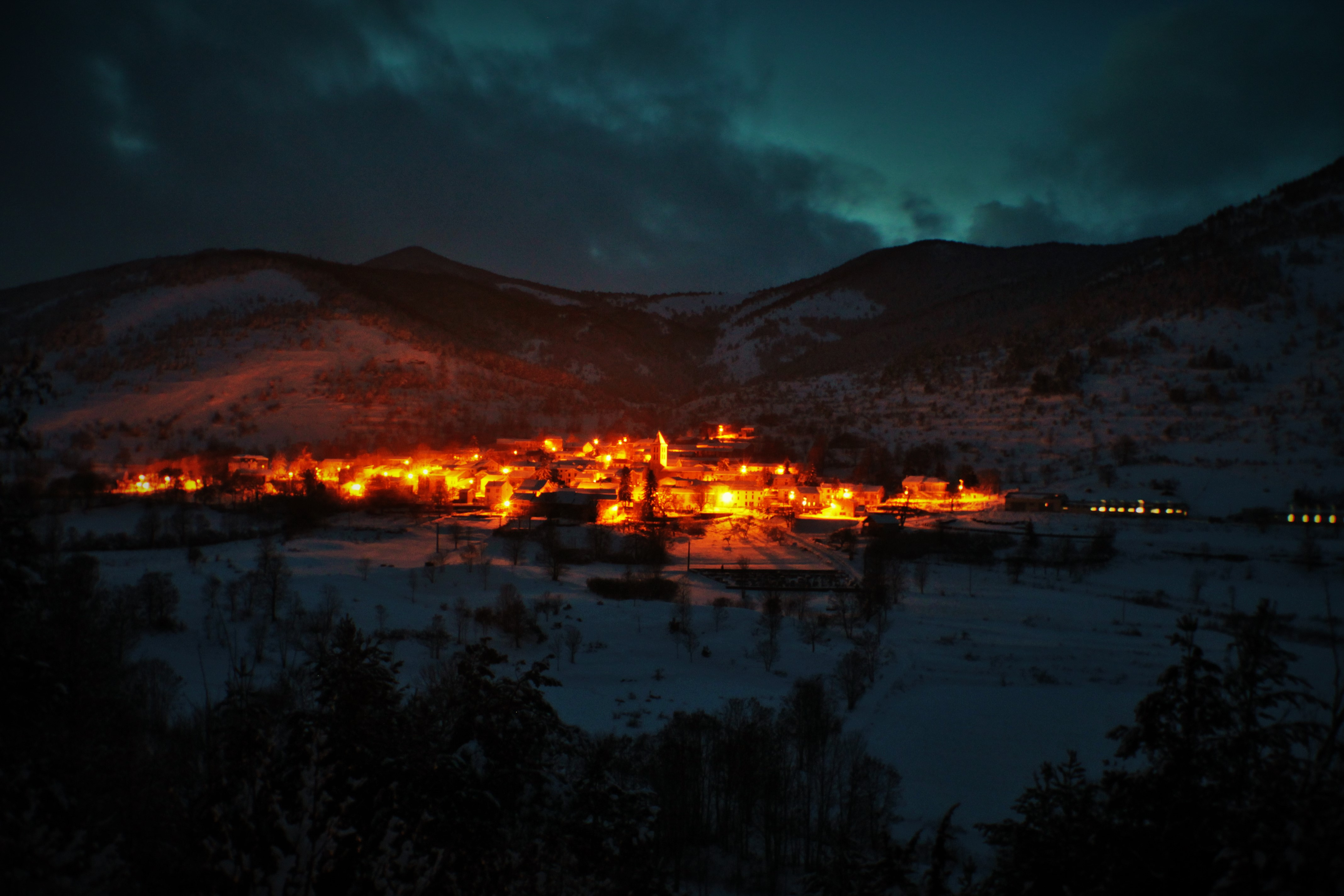
Village de Prades, dans l'Ariège, de nuit, en hiver.
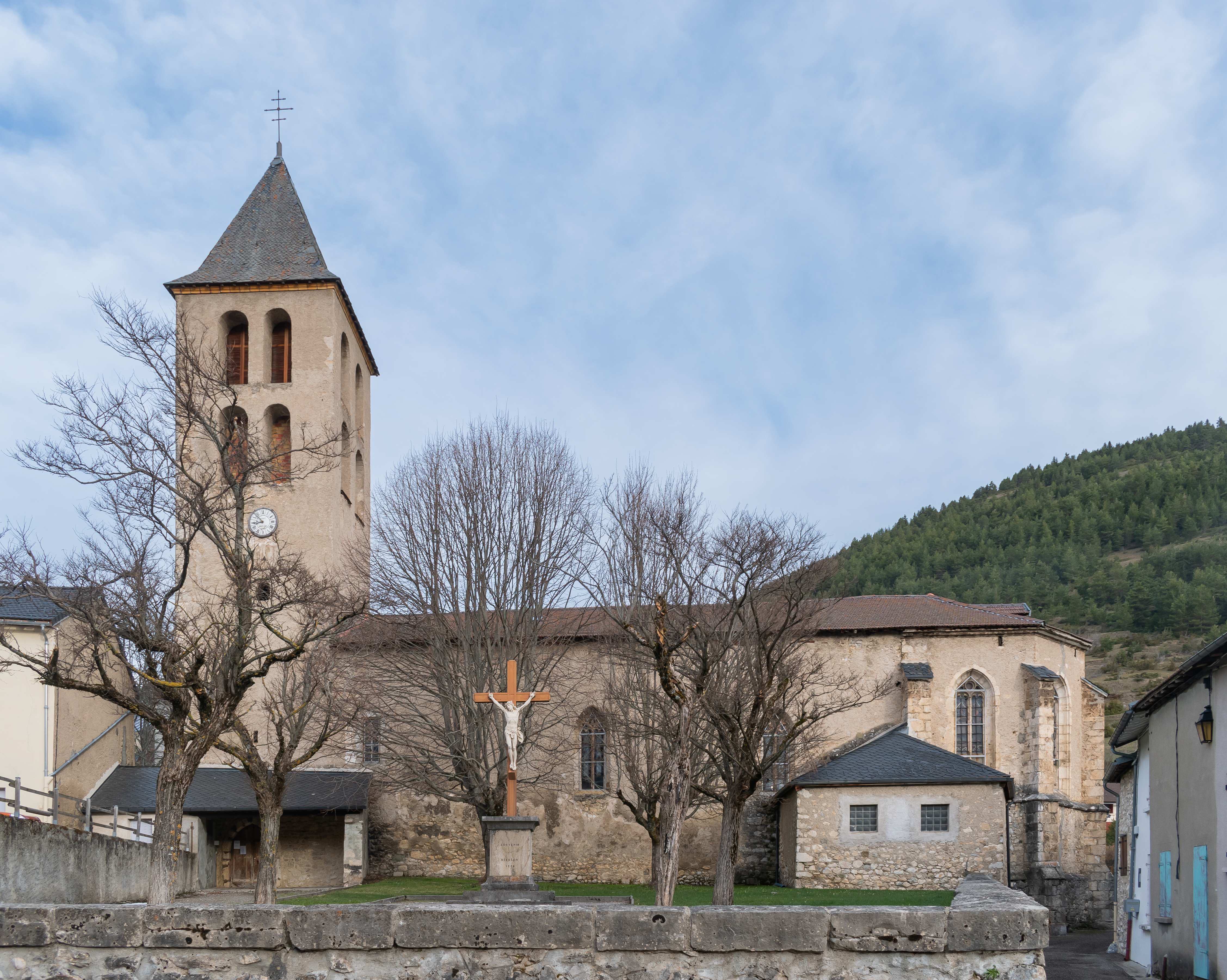
Église Saint-Pierre

### Animations
Outre diverses animations festives, le comité des fêtes organise chaque année lors de la fête du village en août un cluedo géant,.

### Héraldique
| Prades | Son blasonnement est : D'azur à une croix d'or. |